# Noley Thornton
Noley Thornton (Verenigde Staten, 30 december 1983) is een Amerikaanse actrice.

## Biografie
In Nederland is ze bekend van de serie Beverly Hills, 90210 in de rol van de zus van Dylan McKay, Erica McKay. Verder heeft ze meegespeeld in de serie The Martin Short Show en enkele anderen met kleinere rollen.
In 1994 werd Thornton genomineerd voor de Young Artist Award in de categorie Beste jonge actrice in een miniserie in Heidi, en in 1995 in de categorie Beste Optreden door een Jeugdactrice in een Televisieserie in The Martin Short Show. 

## Filmografie

### Films
- 1990 Fine Things - als Jane
- 1991 The Giant of Thunder Mountain - als Amy Wilson
- 1991 Defending Your Life - als Elizabeth
- 1992 It's Spring Training, Charlie Brown! - als stem
- 1992 A Private Matter - als Carol Callaghan

### Televisieseries
Uitgezonderd eenmalige gastrollen.
- 1993 Heidi - als Heidi - 2 afl.
- 1994 The Martin Short Show - als Caroline Short - 3 afl.
- 1993 - 1995 Beverly Hills, 90210 - als Erica McKay - 10 afl.